# Kleantis Maropulos
Kleantis Maropulos (Κλεάνθης Μαρόπουλος, ur. 1919 w Stambule, zm. 1991 w Atenach) był greckim piłkarzem, najbardziej znanym z występów w AEK Ateny.

## Życiorys
Maropulos, zwany przez ateńskich kibiców "Blondwłosym aniołem AEK", przyszedł na świat w greckiej rodzinie w wiosce nieopodal Stambułu w roku 1919. W wieku trzech lat wyemigrował z rodzicami do Grecji z powodu konfliktu grecko-tureckiego. Osiedlił się w Kalamacie, gdzie w wieku dwunastu lat dołączył do lokalnej drużyny "Zielonych Ptaków" - Prasina Pulia. Kiedy jego rodzice przeprowadzili się do Kalogrezy pod Atenami, zapisał się do tamtejszego klubu Ethnikos. W roku 1934 przeszedł do juniorskiej drużyny AEK Ateny. W wieku siedemnastu lat grał już w pierwszej drużynie, i u boku takich piłkarzy jak Kostas Negrepondis czy Tryfon Tzanetis, wywalczył dwa mistrzostwa z żółto-czarnymi. Okres jego najlepszej gry przypadł na lata II wojny światowej, dlatego też jego powojenna kariera była cieniem tej sprzed wojny. Oficjalnie zdobył 253 gole dla ateńczyków, w tym 97 w czasie wojny.
Kleantis Maropulos zagrał 10 razy w greckiej reprezentacji, także trenował ją przez krótki okres w latach 60.; po zakończeniu kariery prowadził sklep sportowy. Zmarł w Atenach w roku 1991.